# Adelencyrtus mangiphila
Adelencyrtus mangiphila är en stekelart som först beskrevs av Jean Risbec 1952.  Adelencyrtus mangiphila ingår i släktet Adelencyrtus och familjen sköldlussteklar. Inga underarter finns listade i Catalogue of Life.